# Torp Idrætsforening
Il Torp Idrætsforening è una società calcistica norvegese con sede nella città di Torp. Milita nella 4. divisjon, quinto livello del campionato norvegese. Il club fu fondato nel 1915. Giocò nelle Norgesserien 1937-1938 e 1938-1939, all'epoca massimo livello del calcio norvegese.